# Lovci pokladů (film)
Lovci pokladů (v originálu National treasure) je americký akční dobrodružný film režiséra Jona Turteltauba. Hlavního hrdinu Bena Gatese ztvárnil známý herec Nicolas Cage a jeho všehoschopného nepřítele Iana obsadil Sean Bean. Dále byli do filmu obsazeni herci Jon Voight, Justin Bartha a Diane Krugerová. Film se dočkal i pokračování nazvaného Lovci pokladů 2: Kniha tajemství.

## Děj filmu
Benjemin Franklin Gates, je potomek rodiny Gatesů, jejíž osud je úzce spojen s bájným pokladem Svobodných zednářů, který před nimi vlastnili Templáři a předtím ještě další. Proto se Ben rozhodne tento poklad najít, i když jen málo lidí věří že opravdu existuje. Nakonec se ale najde muž – bohatý a elegantní Ian Howe, který financuje výpravu, která má najít dávno ztracenou loď Charlotte, na níž se údajně nachází klíč k nalezení pokladu. Tato loď je opravdu nalezena, ale Ben s Ianem se na ní rozhádají, protože klíč je na zadní straně Deklarace nezávislosti a všehoschopný Ian ji chce ukrást. Dojde k potyčce, při níž je Charlotte zničena a Ben s dalším členem výpravy, Railym Poolem, se zachrání jen s velkým štěstím – Ian by je klidně nechal zemřít. Oba se pak pokouší varovat ministerstvo i FBI, ale nikdo jim to, že má být Deklarace ukradena, nevěří, ani krásná doktorka Abigail Chaseová, která k ní má přístup a za níž jdou jako poslední. Ben, který tuší, že Ian by Deklaraci klidně zničil, se tedy s Railyho pomocí rozhodne odcizit tento dokument sám a tím jej ochránit. Využijí večera, kdy má být večírek pro zvané a ukrást Deklaraci nebude tak velký problém jako jindy, což ale tuší i Ian, takže se s Benem znovu setkají a Ben unikne jen taktak, ale i s Deklarací. Doktorce Chaseové je ale Ben, který by na večírku neměl být a přesto je, podezřelý a když se ozve alarm poté, co je zjištěno zmizení dokumentu, pochopí, že ji ukradl on a je do dobrodružství zapojena taky, protože ji na chvíli Ian unese a ona pochopí, že Ben s Railym od svého úmyslu najít poklad neustoupí a sama chce alespoň ochránit Deklaraci. Začíná tedy závod o nalezení pokladu s všehoschopným Ianem...

## Obsazení
| Nicolas Cage    | Benjamin Franklin Gates         |
| Sean Bean       | Ian Howe                        |
| Justin Bartha   | Raily Poole                     |
| Diane Krugerová | doktorka Abigail Chase          |
| Jon Voight      | Patrik Gates (otec Bena Gatese) |

## Zajímavosti
- Za první tři dny promítání (od 19. do 21. listopadu 2004) snímek vydělal 35,1 milionu. Do konce roku film vydělal 141 milionů dolarů, samotný film stál však pouze 100 milionů dolarů.
- Scénář pro film upravili scenáristé Terry Rossio a Ted Elliott, kteří pro producenta Jerryho Bruckheimera napsali scénář pro jeho trilogii Piráti z Karibiku.
- Na zadní straně Deklarace nezávislosti je ve skutečnosti napsané: „Original Declaration of Independence dated 4th July 1776“.
- Snímek se měl v kinech původně objevit v roce 2000 jako konkurence pro filmy Dokonalá bouře a Patriot.
- Lovci pokladů jsou jediný film, ke kterému natočil Nicolas Cage pokračování.
- Diane Krugerová absolvovala většinu akčních scén bez kaskadérky.
- Jon Turteltaub uvedl, že původní verze filmu měla čtyři hodiny.